# 孫立
孫立，是《水滸傳》人物。瓊州（今海南島）人士，身高八尺，功夫了得，使一支長槍及一竹節鋼鞭，騎坐烏騅馬，人稱「病尉遲」，是「小尉遲」孫新的兄長。妻子姓樂，通稱「樂大娘子」，是鐵叫子樂和的親姊。

## 经历
孫立登場於小說第四十九回，本為登州府兵馬提轄，因表兄弟解珍、解寶遭到禍害，而被其弟婦顧大嫂（亦即二解表姊）迫勒落草，救出二解後投奔梁山。登場時被描寫為：「端的好條大漢！淡黃面皮，落腮鬍鬚，八尺以上身材，姓孫名立，綽號病尉遲，射得硬弓，騎得劣馬，使一管長鎗，腕上懸一條虎眼竹節鋼鞭，海邊人見了，望風而降。」
孫立一夥人投奔梁山之時，宋江正在攻打祝家莊，兩軍陷於膠著狀態，孫立因與祝家莊教師欒廷玉為同門師兄弟，於是與吳用共同設計，以登州提轄的身份混入祝家莊當內應。在戰場上石秀詐敗被孫立所擒，使得欒廷玉及祝家上下均對孫立深信不疑。結果孫立與宋江裏應外合，順利協助梁山軍隊攻破祝家莊。
後來孫立多次隨軍出征，於第五十五回曾經大戰呼延灼。當時作者仔細描述了孫立的打扮：「病尉遲孫立是交角鐵幞頭，大紅羅抹額，百花點翠皂羅袍，烏油戧金甲，騎一匹烏騅馬，使一條竹節虎眼鞭，賽過尉遲恭。」
在第七十一回（即金本第七十回）排座次時，孫立上應「地勇星」，屬「七十二地煞」之第三位，任「馬軍小彪將兼遠探出哨頭領」第二員，總排名為梁山第三十九名好漢。武功不逊梁山八膘骑。
後來孫立隨同梁山大軍出征遼國、方臘，立下軍功，回朝後被封為武奕郎。

## 戰績
征遼時，孫立大戰遼國有名的先鋒寇鎮遠，兩大纏鬥二十回合寇鎮遠不敵退開，孫立拿弓射箭，寇鎮遠徒手接箭，對方不服反來一箭，孫立順勢假裝不敵，寇鎮遠上當追擊，結果被孫立一鞭打落馬下。孫立大戰方瓊佔上風，孫立大戰範疇佔上風，攻打昱嶺關時，孫立活捉了雷炯。實力可位列三十六天罡星，也是後來僅存的幾位梁山好漢之一。

## 逸話
孫立在《水滸傳》中雖被列於「七十二地煞」，但其名字卻屬最早出現於「三十六人」名單之儔。根據《大宋宣和遺事》所記載的三十六人「天書」名單內，「病尉遲孫立」便列於第二十四位，而且有其相關故事（書中孫立與楊志等人同為宋朝的指揮使，一次楊志約了孫立，但久等不至，盤纏用盡，被迫賣刀，更發生殺人事件；後來孫立為救友人，會同李進義等人劫牢落草）；羅燁所著《醉翁談錄》卷一中，錄有「石頭孫立」一種公案類話本；宋代周密所著《癸辛雜識》載龔聖與《三十六人贊》中，孫立排列第九，赞诗为“尉迟壮士，以病自名，端能去病，国功可成”。可見「病尉遲孫立」此名，在《水滸傳》人物的各種來源中，都是穩定而常駐的，然而在「水滸故事」的流傳及變易間，孫立的地位逐漸排後，最終在《水滸傳》被列入副將階層。一般認為是天罡名單中使鞭高手已有呼延灼，與他性質相同出身又不夠顯赫的孫立才被邊緣化。

## 影视形象
- 1983年山东版《水浒》：胡建
- 1998年央视版《水浒传》：齐景斌
- 2009年《水浒人物谱之母大虫顾大嫂》：牛笠
- 2011年《水浒人物谱之病尉迟孙立》：谭凯
- 2011年版《水浒传》：杨艺